# Reissmesa antiqua
Reissmesa antiqua är en tvåvingeart som först beskrevs av Lars Zakarias Brundin 1966.  Reissmesa antiqua ingår i släktet Reissmesa och familjen fjädermyggor. Inga underarter finns listade i Catalogue of Life.